# 維也納地鐵
維也納地鐵（德語：U-Bahn Wien）是奧地利首都維也納的地鐵系統。由維也納政府出資，維也納路線網（Wiener linien GmbH & Co KG）運營。目前維也納地鐵共有5條路線，此外  線正在建設中。維也納地鐵目前總共有98個車站，系統總長度83.3公里。
維也納地鐵和維也納有軌電車、公車，以及奧地利聯邦鐵路營運的維也納城市快鐵共同組成維也納市的大眾運輸系統；這些交通工具的車票可以互相通用。

## 歷史

### 地鐵出現之前
維也納的地鐵規劃可以追溯到 1840 年代。但地鐵的實際建設卻一直沒有實行，當時維也納最重要的大眾運輸工具是維也納有軌電車，該系統在1840年出現最初是馬拉車，1883年蒸氣化，1897年電氣化。1898年維也納的城铁開通，1925年電氣化，但城鐵偏向市郊運輸，不足以提供市區的大眾運輸，它的服務不如有軌電車成功。地鐵在1910年代也被納入規劃，但因為第一次世界大战停擺，戰間期的規劃又因為經濟大蕭條、第二次世界大战再次擱置。
1950年代，汽車運輸的發展使軌道交通重要性減低，地鐵的建設成為政治問題，執政的奧地利社會民主黨傾向於將預算投入住宅政策，而非建設地鐵網絡，保守派的奥地利人民党則支持興建地鐵。1960 年代後期，城鐵不再能夠充分服務不斷增長的公共交通需求，加上德國同等規模的城市慕尼黑已經開始建設一條完整的地鐵，當局才終於決定建立地鐵網絡。1968年1月26日，市議會投票決定開始建設30公里的基本地鐵網絡，並於1969年11月3日開始施工。

### 初期路網

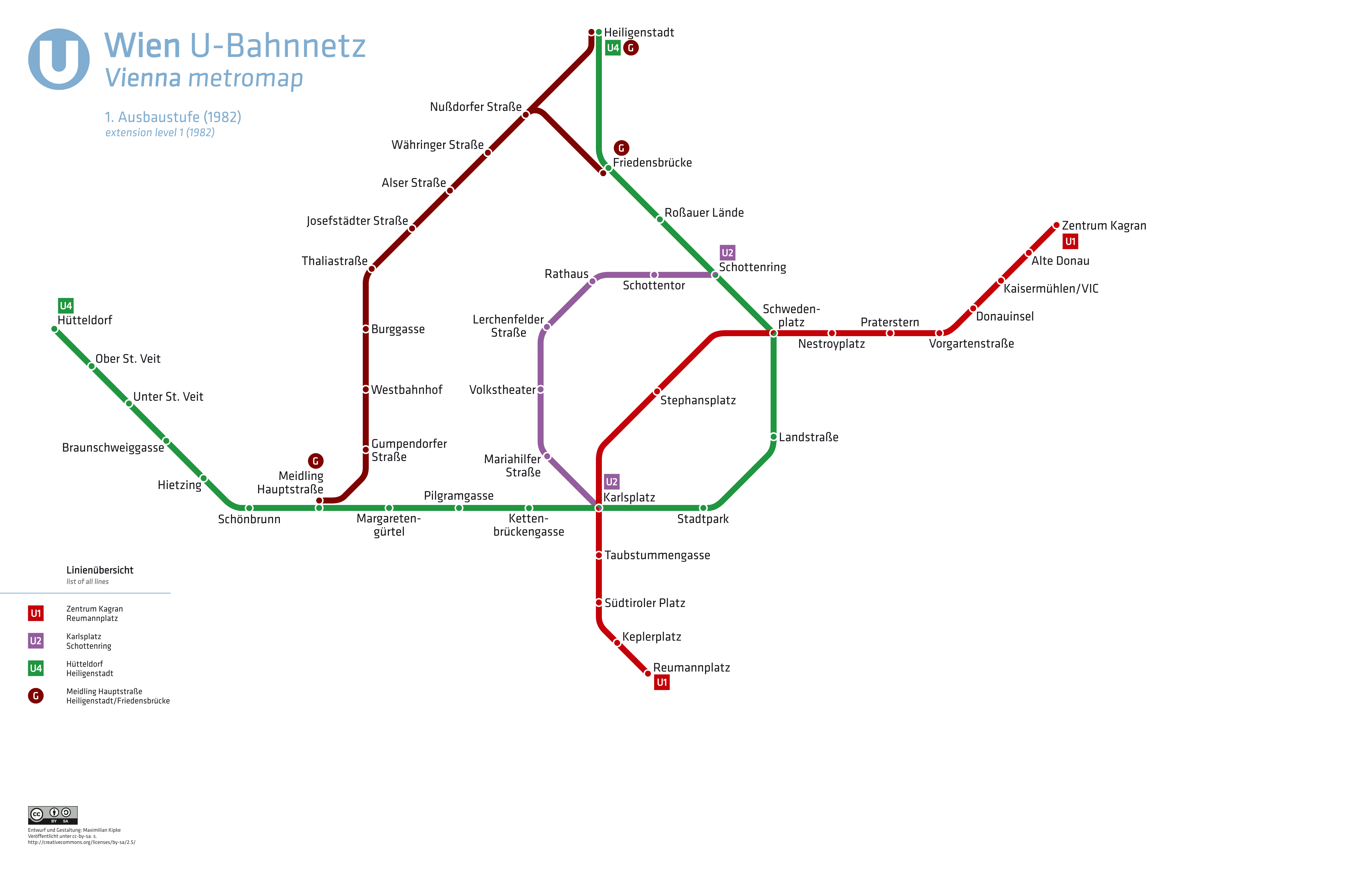
1982 年的維也納地鐵網絡（初期路網結束），棕線是城鐵路線，為今日U6線的前身。

地鐵的初期路網，從各種路網設計中選擇了規模小的基本路網 ( Grundnetz )。U2線實際施工較原計劃大幅縮減，U3線被完全刪除。1978年U1線正式開通，至1982年初期路網完工，由3條路線組成，總長30公里。3條路線分別是：
- U1線，1978年開通，從魯曼廣場站（英语：Reumannplatz (Vienna U-Bahn)）到普拉特史騰站（英语：Praterstern (Vienna U-Bahn)），1982年延伸至卡格蘭站（英语：Kagran (Vienna U-Bahn)），初期路網中唯一的新建路線。
- U2線，1980年通車，從卡爾廣場站（英语：Karlsplatz (Vienna U-Bahn)）到蘇格蘭環路站（英语：Schottenring (Vienna U-Bahn)），由維也納準地鐵路線升級改造。
- U4線，比U1更早在1976年便開通試營運，1981全線通車，從赫特爾多夫站到海利根施塔特站（英语：Heiligenstadt (Vienna U-Bahn)），由城鐵路線改造，包含車型變更與改用第三軌供電。

### 二階段路網

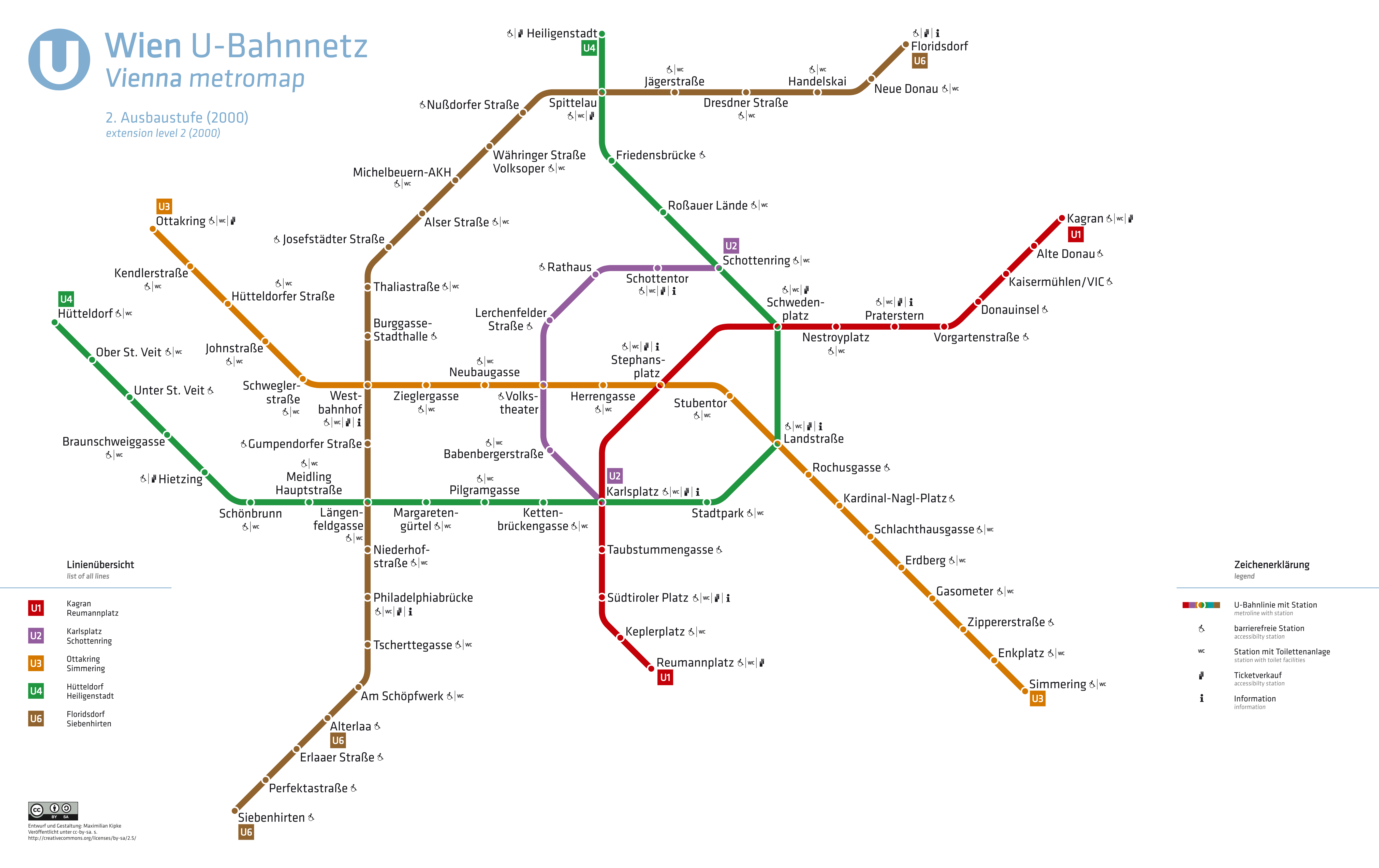
2000 年的維也納地鐵網絡（第二階段結束）。

第二階段涉及 U3線和U6線的建設，U3線為新建路線，1991年首段通車，2000年建成現在長度，從奧塔克靈站到西梅林站，U1與U3是目前維也納地鐵網絡中，唯二的新建路線。
U6線首段於1989年開通，1996年建成現在長度，從西本希爾滕站到弗洛里茨多夫站，與U4線相同由城鐵路線改造，但為了降低成本以及保護歷史建築，U6線並未地下化，供電方式也使用原先城鐵使用的架空線供電，是德奧瑞三國唯一使用架空線供電的地鐵路線。二階段路網完成後，維也納地鐵網絡總長度增加到61公里。

### U1線和U2線延伸
進入21世紀後，維也納地鐵的主要建設集中於U1與U2兩線的延伸上，延伸計畫在1996年提出，經過環評與施工後，2006年9月2日，U1線向東北延長至利奧波道站。為配合2008年欧洲足球锦标赛的舉辦，U2線向東延伸至體育場站，在2008年5月10日開通。隨後U2線在2010年繼續延伸至阿斯潘路站，2013年再延伸至施城站。
2017年9月2日，U1線南延至上拉鎮站，該計畫原先規劃延伸至羅特紐西德爾，但是由於成本問題，以及羅特紐西德爾周邊地區尚未完整開發，不足以支持地鐵運量，導致官方於2012年宣布原計劃改變。U1線南延完工後，維也納地鐵達到目前83.3公里，98站的營運規模。

## 路線

### 營運路線

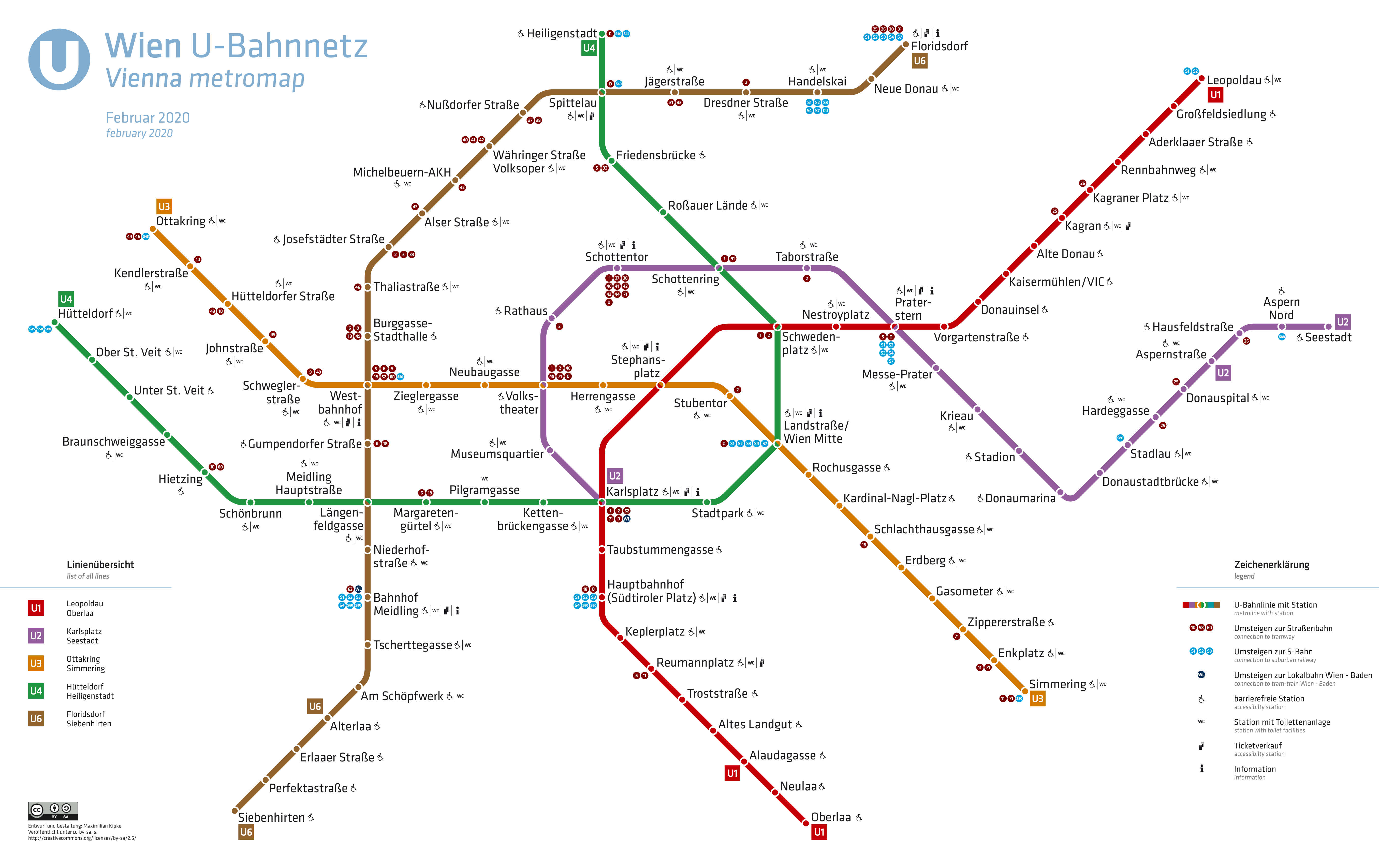
2019年的維也納地鐵網絡

| 路線 | 顏色 | 開通 | 路線                          | 長度（公里） | 車站數 |
| ---- | ---- | ---- | ----------------------------- | ------------ | ------ |
|      | 紅色 | 1978 | 上拉鎮站 – 利奧波道站         | 19.2         | 24     |
|      | 紫色 | 1980 | 卡爾廣場站 – 施城站           | 16.8         | 20     |
|      | 橙色 | 1991 | 奧塔克靈站 –西梅林站          | 13.4         | 21     |
|      | 綠色 | 1976 | 赫特爾多夫站 –海利根施塔特站  | 16.4         | 20     |
|      | 棕色 | 1989 | 西本希爾滕站 – 弗洛里茨多夫站 | 17.3         | 24     |

### 未來計畫

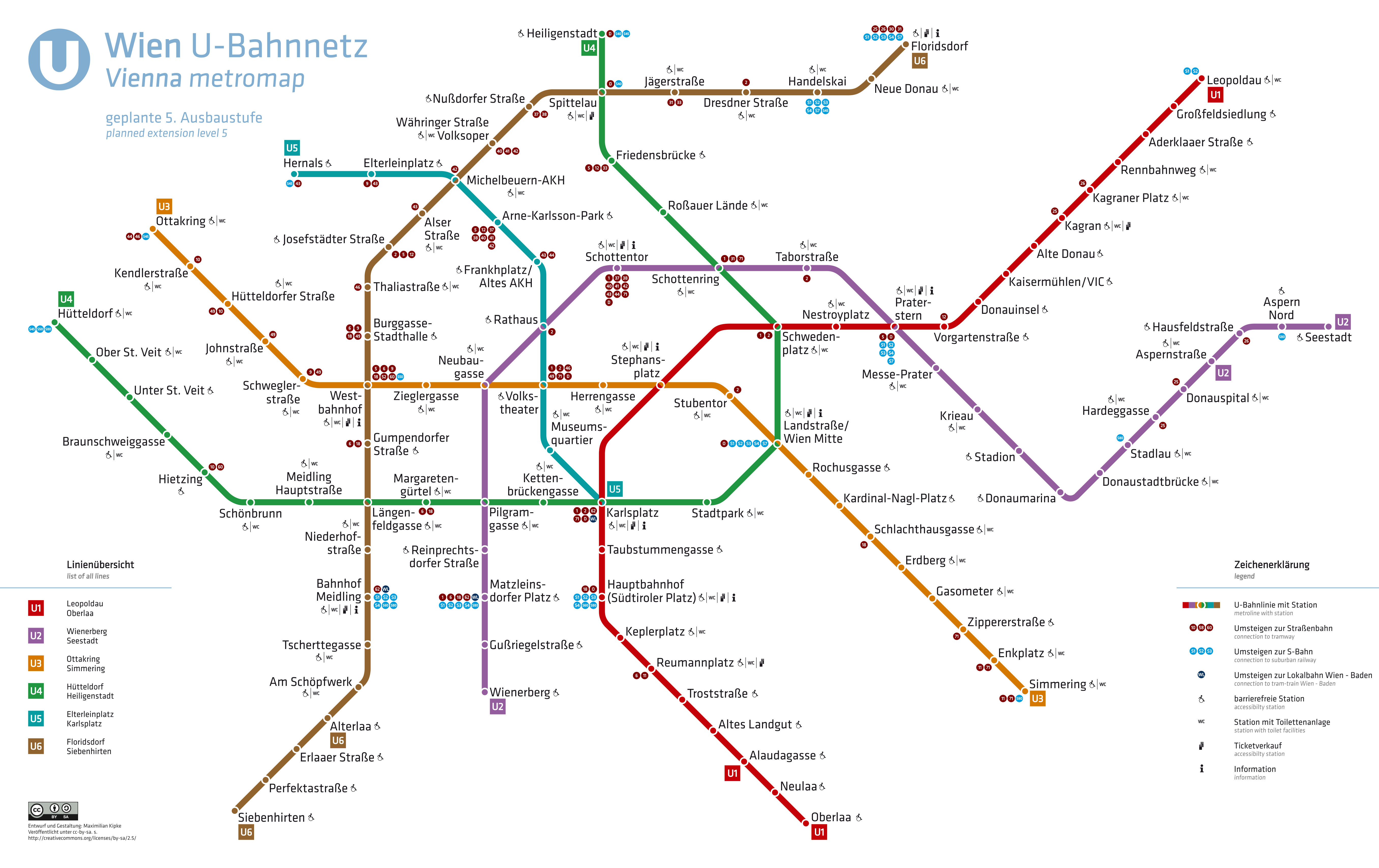
維也納地鐵遠期計畫

維也納地鐵計畫建設新的U5線，其早在最初的規劃即已存在，但因為被認為不實用因此並未建造，部分路段由U2線繼承。2014年3月，維也納宣布復活U5線，並將分幾個發展階段進行建設。
近期目標是將U2線拆分，新建從市政廳站到維也納馬茨萊因斯多弗廣場車站的路線，由U2線運營，在馬茨萊因斯多弗廣場可以與維也納城市快鐵換乘，而原本屬於U2線的市政廳站到卡爾廣場站區間則改由U5線運營，並新建1站至法蘭克廣場；該計畫相關工程已於2018年動工，U5線預計將於2026年開通，新的U2線則將於2028年開通。
遠期U2線預計延伸至維納堡站 (Wienerberg)，U5則延伸至埃爾特萊恩廣場站 (Elterleinplatz)，並在米歇爾博伊恩-綜合醫院站與U6線換乘，在埃爾特萊恩廣場站與維也納城市快鐵換乘；另外1號線建设羅特紐西德支线也是可能的計畫之一。

## 地鐵車輛

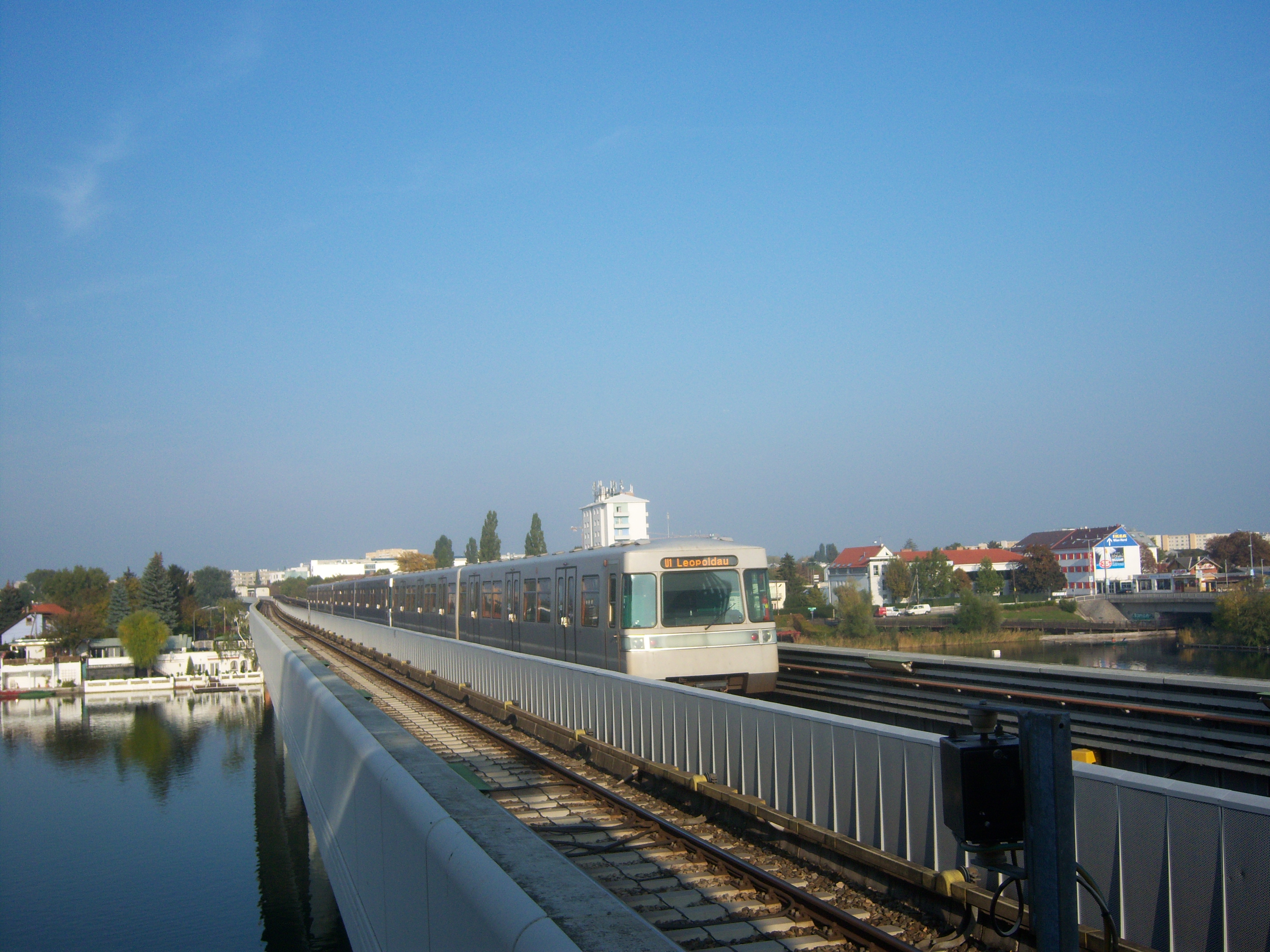
U1型列車正跨越多瑙河

維也納地鐵目前使用U、V、T三種列车運營，U型車與V型車配屬U1~U4線，T型車专供U6線使用；远期U1~U5線还将使用X型车。

### U型車
地鐵最早使用的U型車由奧地利的軌道車輛製造廠西梅林-格拉茨-鮑克 (SGP) 製造，於1972年開始交付。到1982年，SGP共交付了135組U型車（共270節車廂，可編為45列六节编组列車）。
U型車的最小編組為1M1T的兩節編組，通常以三个最小编组为一列进行重联运行。一列六节编组的U型車可以提供294個座位和546個站位，最高速度80公里/小時。
U型車還有衍生型U1與U2。U1由SGP於1987年以後開始製造，共製造234節 (兩節一組，編號2201~2317)，可編為39列列車。在21世纪初，74組U型車改造为U2型，其他初代U型車則陆续在2015年以前退役。目前尚有234節U1與148節U2營運中，可編為63列六节编组列車。

### V型車

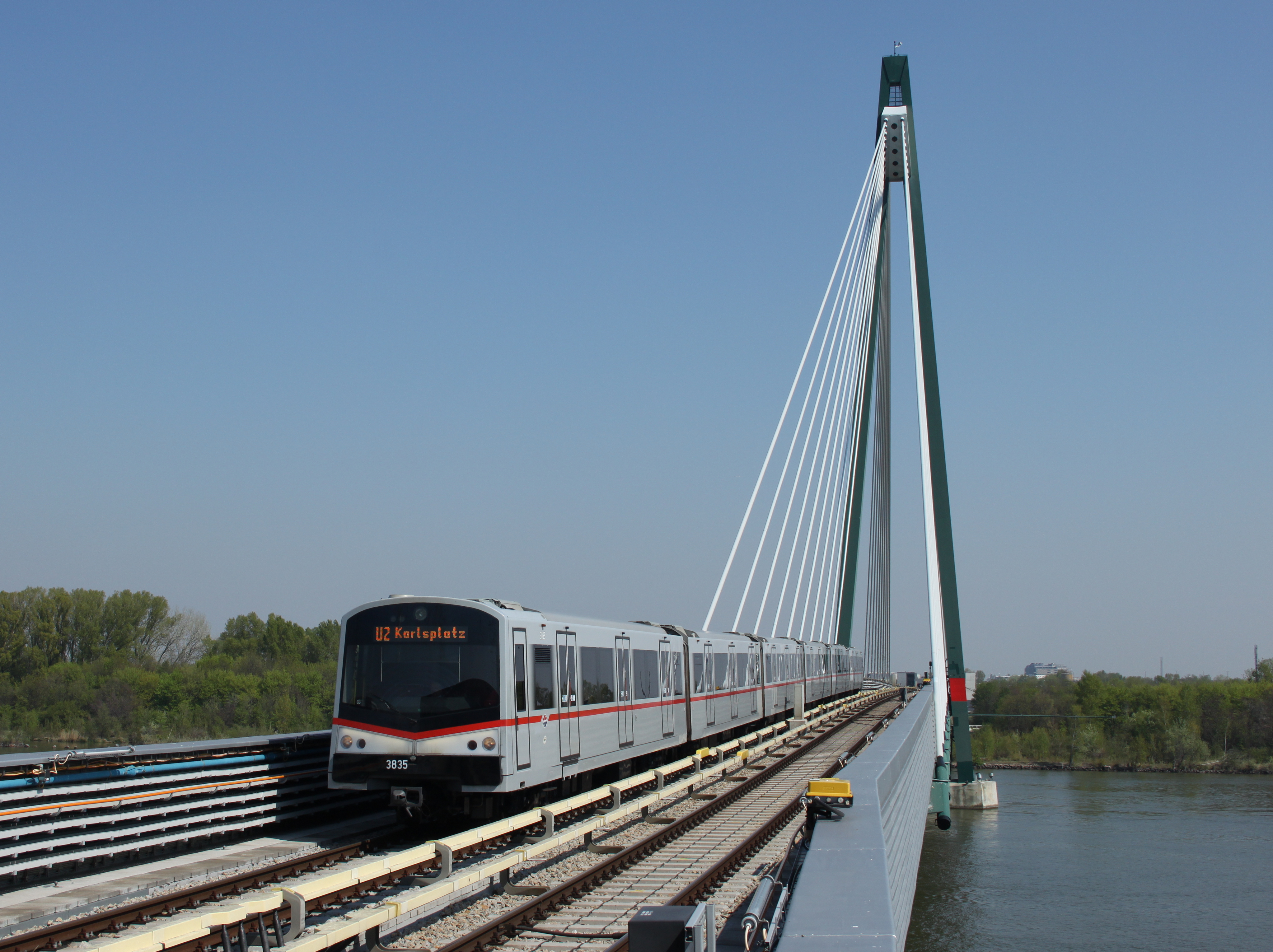
V型車

1989年SGP被西门子收購。1990年代後期，由西門子為首的集團開始向維也納地鐵提供新的V型車。每列V型車由4M2T六节编组組成，有260個座位和618個站位，最高時速80公里/小時。原型車從2000年12月開始在U3線使用。2002年6月維也納地鐵購買了25列V型車，首列於2005年2月交付，但經過幾次延遲才於2006年8月中旬獲得運營許可，之後維也納地鐵又在2007年12月與2009年9月下旬分別訂購了20列和15列V型車，目前系統共有62列V型車營運中。

### X型車
X型車同样由西門子製造，屬於西门子Inspiro列車，已在2021年4月完成首次試運行。未来新开通的U5線預計採用X型車，同時X型車也將陆续替換U型車。

### T型車

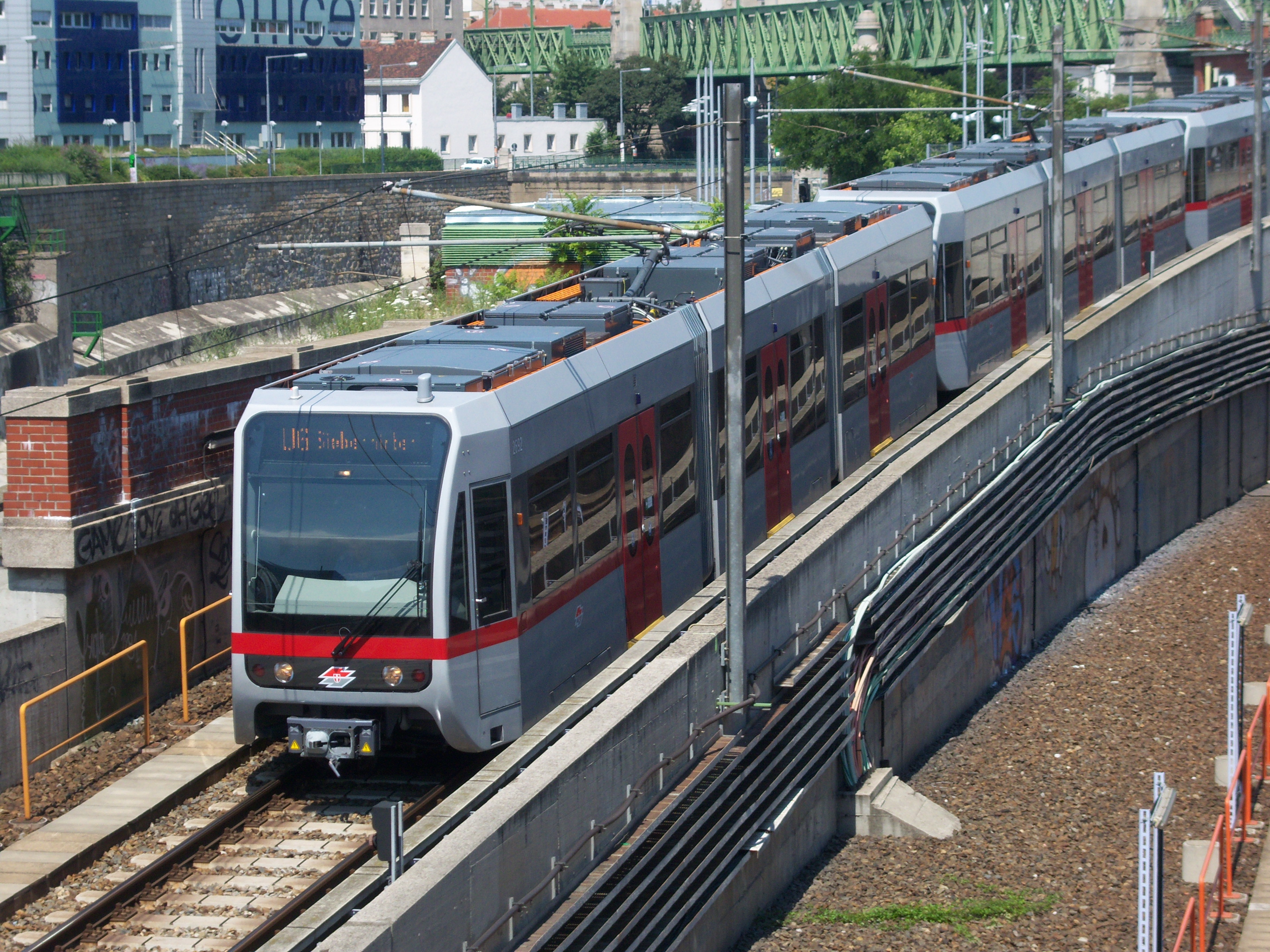
T1型車
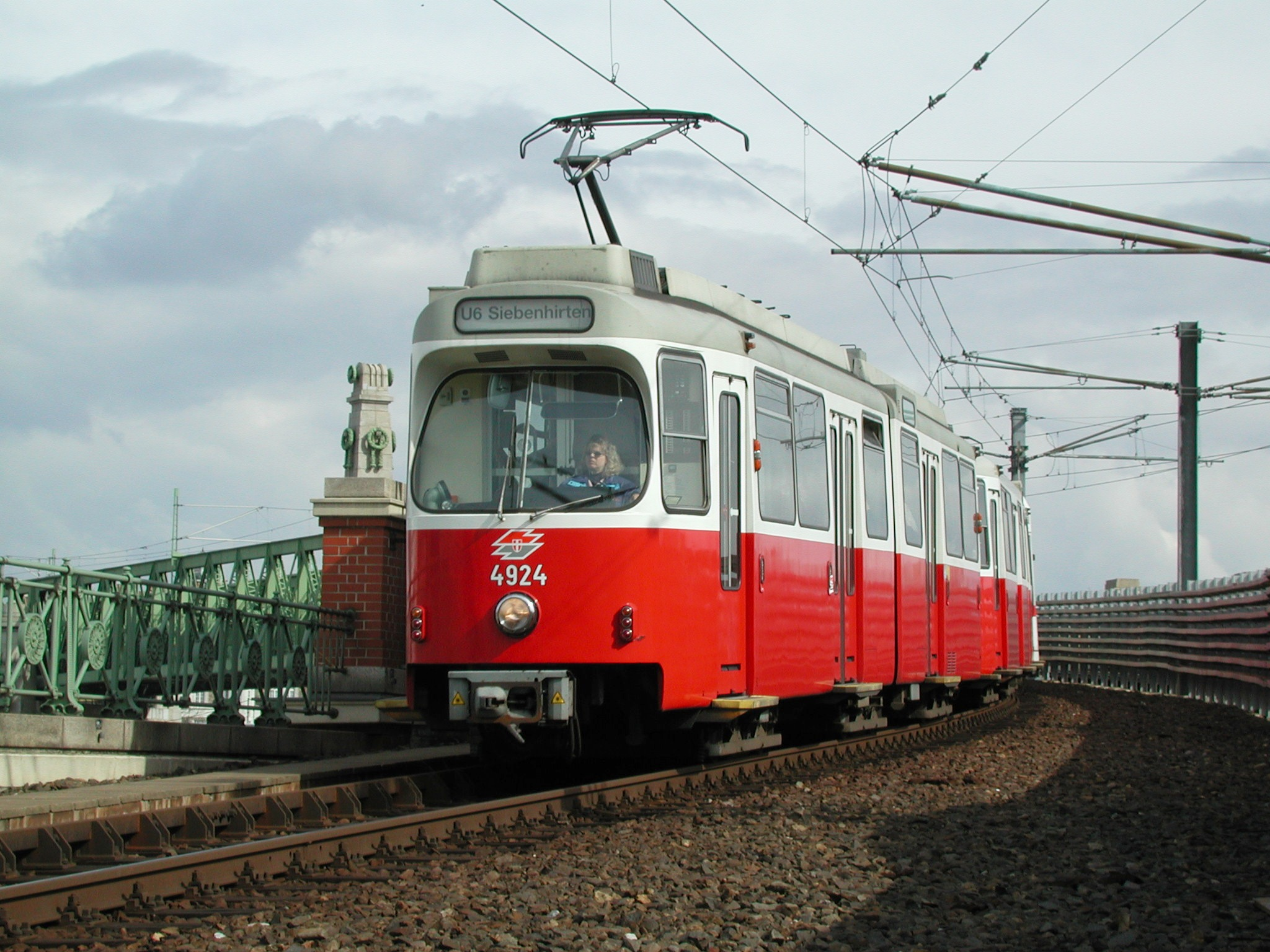
2001年時尚在U6線使用的E6/C6型列車

T型車专供U6線使用。由於U6線為了降低成本而使用架空線供電，信號系統與車站月台也都維持城鐵時代的規格，因此U6線無法使用U、V型車。T型車1993年開始由龐巴迪製造，1995年開始交付。為了與U6線上運營的E6/C6有軌電車車型的車廂混編使用，T型車寬度較窄，使用類似有軌電車的車型，一節車廂由3個部分鉸接而成。E6/C6有軌電車車型由1節帶動力的E6與1節拖車C6組成，U6的編組由2組E6/C6與1節T型車組成5節編組，整列火車提供192個座位和432個站位。
T型車早期與E6/C6混編运营，2008年配備有空調、電子顯示器的T1型開始交付，以取代E6/C6。2008年12月24日，E6/C6最後一次運營，之後被轉賣給烏特勒支快速電車，又被烏得勒支賣給克拉科夫電車。T1型交付之後，與T型混編為4節編組的列車，提供232個座位和544個站位，最高速度80公里/小時。

## 營運資訊
維也納地鐵從早上 5:00 運行到隔日凌晨 0:30，平日白天班距約兩到五分鐘。除了跨年夜全日運營之外，在 0:30 到 5:00 之間（沒有地鐵運營的時間）由「維也納夜線公車」補充服務空缺。
維也納地鐵所有列車都有關閉過程的聲音和視覺信號；車門具有高度靈敏的電子傳感器，以避免乘客夾傷並，感應器能對寬度5到10毫米以上的障礙物做出反應。另外維也納直到2018年8月才禁止在地鐵上饮食，最初在U6線上試行，2019年1月15日推广至其他線路，但禁食範圍只有列車內，不包括車站站體。

## 外部連結
- 維也納路線網官方網站 （页面存档备份，存于）